# 高橋真裕 (銀行家)
高橋 真裕（たかはし まさひろ、1950年（昭和25年）12月25日 - ）は、日本の銀行家。 岩手銀行代表取締役会長、岩手経済同友会代表幹事。

## 来歴・人物
岩手県北上市出身。立教大学法学部卒業後、岩手銀行入行。融資、審査部門を長く担当した。
2007年、当時の永野勝美頭取から、「じっくり後輩を見た中で、ベストは分からないがベターだろう。」の辛口の評価を受けつつ、常務から後任として昇格する。年齢にして15歳の若返りとなった。しかし、会長に退いた後も永野の専横が目に余り、2頭政治への行内での不満が高まる中、2009年4月、永野を会長から解任。頭取中心のスピード経営を目指す体制とした。2014年には、東日本大震災を乗り越え、7年ぶりの増収増益となったことなどから会長に退いた。
中小企業診断士資格を有するほか、システムのプログラミングを手掛けるなど、多彩な側面も持ち合わせる。

## 略歴
- 1973年（昭和48年）- 立教大学法学部卒業後、岩手銀行入行
  - 以降、平舘支店長、審査部審査役、同部長等を歴任する
- 2002年（平成14年）- 執行役員審査部長
- 2003年（平成15年）- 常務取締役
- 2007年（平成19年）- 代表取締役頭取
- 2014年（平成26年）- 代表取締役会長